# Jean-Marie-Rodrigue Villeneuve
Jean-Marie-Rodrigue Villeneuve O.M.I. (ur. 2 listopada 1883 w Montrealu, zm. 17 stycznia 1947 w Alhambrze) – kanadyjski duchowny rzymskokatolicki, arcybiskup Quebecu w latach 1931–1947 i kardynał.

## Życiorys
Był jednym z trójki dzieci szewca. Ukończył szkołę w Montrealu, a następnie podjął naukę w Dorval, gdzie wstąpił do zgromadzenia oblatów Maryi Niepokalanej. Śluby wieczyste złożył 8 września 1903, a święcenia kapłańskie otrzymał 25 maja 1907. Udzielił ich arcybiskup Ottawy Joseph Thomas Duhamel. W kolejnych latach uzyskiwał stopnie doktorskie z teologii, filozofii i prawa kanonicznego. Był jednocześnie wykładowcą w Ottawie. W 1928 otrzymał tytuł profesora prawa kanonicznego.
3 lipca 1930 został nominowany na biskupa nowo utworzonej diecezji Gravelbourg. Sakry udzielił ówczesny arcybiskup Ottawy Joseph-Guillaume-Laurent Forbes. Niedługo potem, bo już 11 grudnia 1931 otrzymał awans na metropolitę Quebec i tym samym prymasa Kościoła kanadyjskiego. Papież Pius XI na konsystorzu w 1933 roku wręczył mu Kapelusz kardynalski z tytułem prezbitera Santa Maria degli Angeli. Brał udział w konklawe 1939.
Był zdecydowanym przeciwnikiem wolności słowa i wyznania, a także prawa do głosowania dla kobiet. Znany w Ottawie jako "Dobry Ojciec". 7 lipca 1946 doznał zawału serca, w wyniku czego poddał się hospitalizacji w Nowym Jorku. Poszukując łagodniejszego klimatu osiadł w klasztorze w Alhambrze w Kalifornii. Zmarł jednak trzy dni po przybyciu do tego miejsca. Uroczystościom pogrzebowym przewodniczył kardynał James McGuigan. Pochowany został w katedrze w Quebec.